# Лобковий симфіз

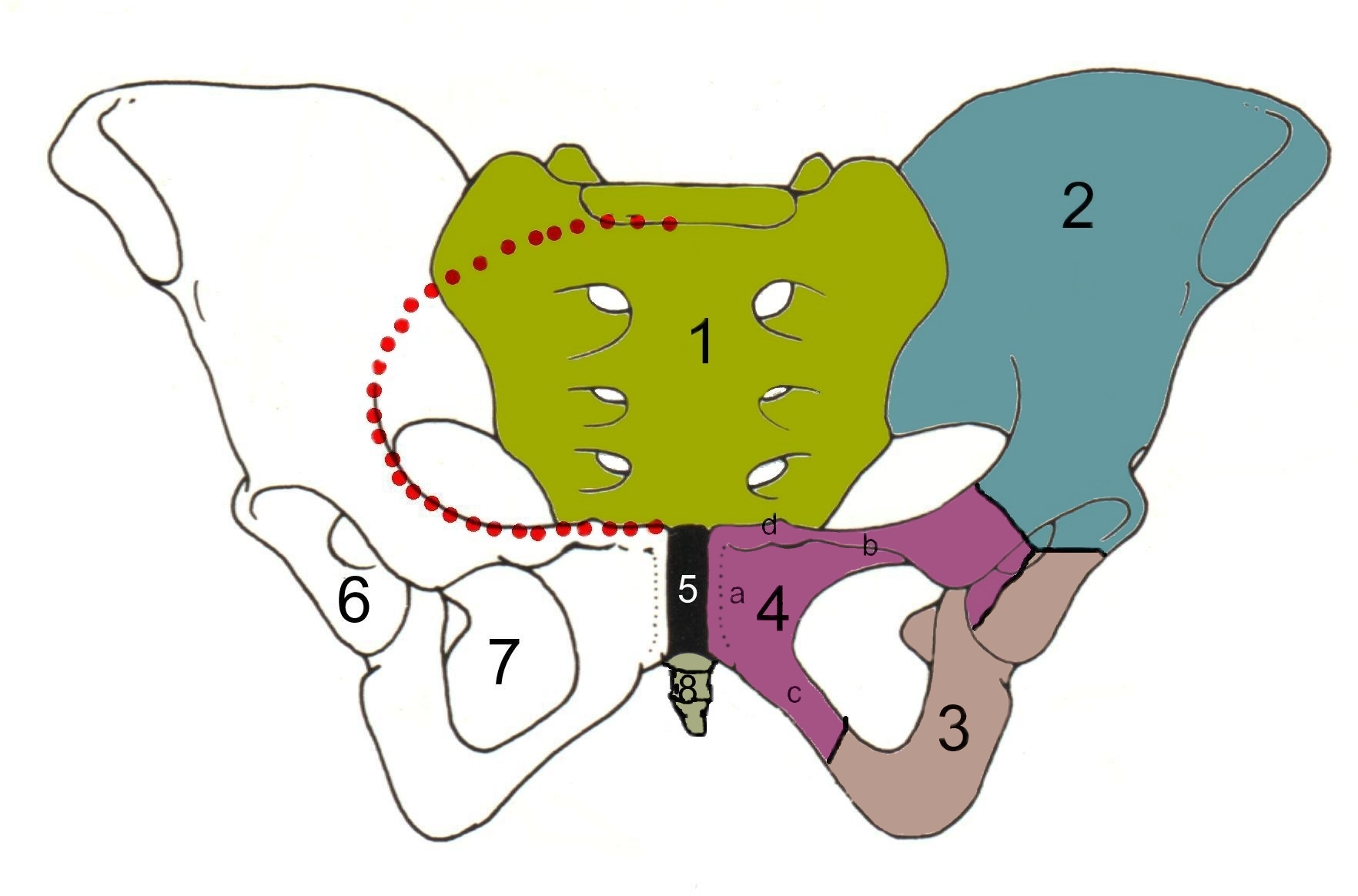
Схема таза. Лобковий симфіз позначений #5.

Лобковий фімоз, лобкове зрощення (лат. symphysis pubica) — вертикальне з'єднання  гілок лобкових кісток. Утворений покритими гіаліновим хрящем суглобовими поверхнями лобкових кісток (facies symphysiales) і розташованим між ними волокнисто-хрящовим межилобковим диском (discus interpubicus). Міжблоковий диск зростається з суглобовими поверхнями лобкових кісток і має в своїй товщі щілинну порожнину. Лобковий симфіз зміцнений: верхньою лобковою зв'язкою (ligamentum pubicum superius) та нижньою лобковою зв'язкою (lig. pubicum inferius), ці зв'язки сприяють підтриманню стабільності симфізу. У жінок диск дещо коротший, ніж у чоловіків, але товще і має порівняно велику порожнину.